# Procamptoceras brivatense
Il procamptocerato (Procamptoceras brivatense), anche noto come antilope-camoscio, è un mammifero artiodattilo estinto, appartenente ai bovidi. Visse tra il Pliocene superiore e il Pleistocene inferiore (circa 2,5 - 0,8 milioni di anni fa) e i suoi resti fossili sono stati ritrovati in Europa.

## Descrizione
Questo animale imparentato con le capre doveva avere l'aspetto di un piccolo camoscio, ma possedeva una struttura delle corna decisamente particolare. Le corna crescevano verso l'indietro e verso l'alto, in linea con le orbite, ma erano leggermente ricurve in avanti. Nei maschi le due corna erano spesse e talmente vicine l'una all'altra da far supporre che nell'animale in vita esse fossero ricoperte da una struttura cornea che le teneva insieme, conferendo all'animale un aspetto simile a quello di un unicorno. La testa doveva essere tenuta sollevata e protesa verso l'avanti, come nei camosci attuali.

## Classificazione
Procamptoceras brivatense venne descritto per la prima volta da Schaub nel 1923. I suoi fossili sono stati ritrovati in varie zone d'Europa, tra cui Francia (Seneze, Pardines, Roccaneyra, Villany), Italia (Olivola), Ungheria (Csarnota, Beremend), Grecia, Bulgaria e Spagna.
Sembra che Procamptoceras, benché avesse alcune caratteristiche anatomiche paragonabili a quelle delle capre, fosse strettamente imparentato con i camosci. Ciò che si conosce delle snelle zampe sembra rafforzare questa ipotesi.